# Volkswagen Blues
Volkswagen Blues é uma novela franco-canadense escrita por Jacques Poulin. O romance foi publicado no Quebec em 1984. 

## Sinopse
Um escritor, Jack Waterman, parte em viagem a bordo de seu miniônibus Volkswagen para encontrar seu irmão, o qual não vê há mais de 20 anos. Durante o trajeto, da Península de Gaspé à Califórnia, se depara com uma jovem mestiça e seu gato, Chop Suey.
Ambos vivenciam aventuras na estrada enquanto atravessam a América do Norte, o que os fará sair do Rio São Lourenço e atravessar as montanhas rochosas até a Baía de São Francisco, quando seus sentimentos começam a aflorar.